# Gouvernement de Meiji
 (août 2025).
Si vous disposez d'ouvrages ou d'articles de référence ou si vous connaissez des sites web de qualité traitant du thème abordé ici, merci de compléter l'article en donnant les références utiles à sa vérifiabilité et en les liant à la section « Notes et références ».

Sceau impérial du Japon.

Le gouvernement de Meiji (明治政府, Meiji seifu) est le premier gouvernement de l'empire du Japon. Il était principalement formé de politiciens issus des domaines de Satsuma et de Chōshū avec l'empereur du Japon (天皇, tennō) à leur tête,,.
Les politiciens du gouvernement de Meiji constituaient ce qu'on a appelé l'oligarchie de Meiji, la classe dirigeante qui renversa le shogunat Tokugawa lors de la guerre de Boshin.

## Prémices

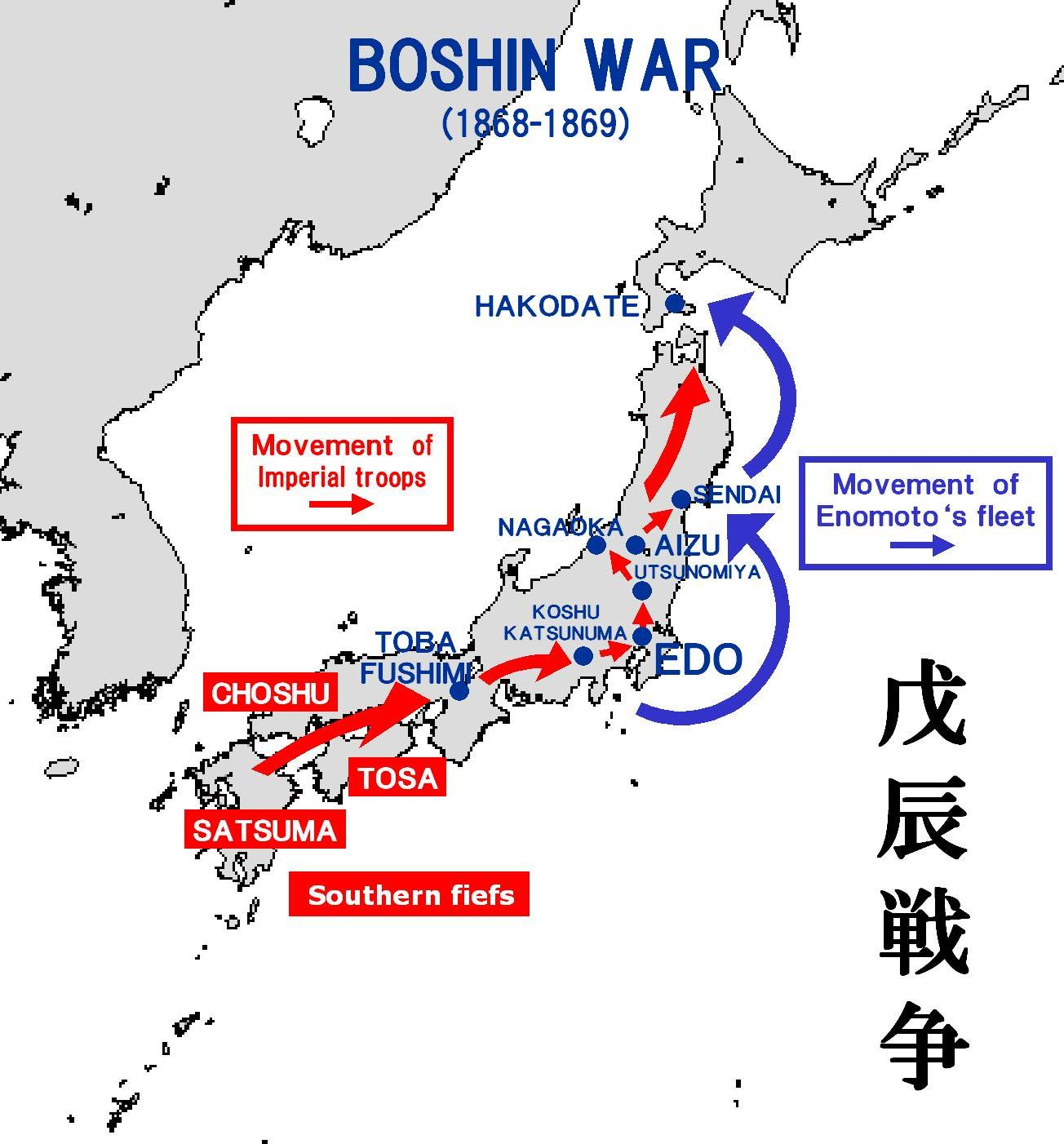
Déroulement de la guerre de Boshin.

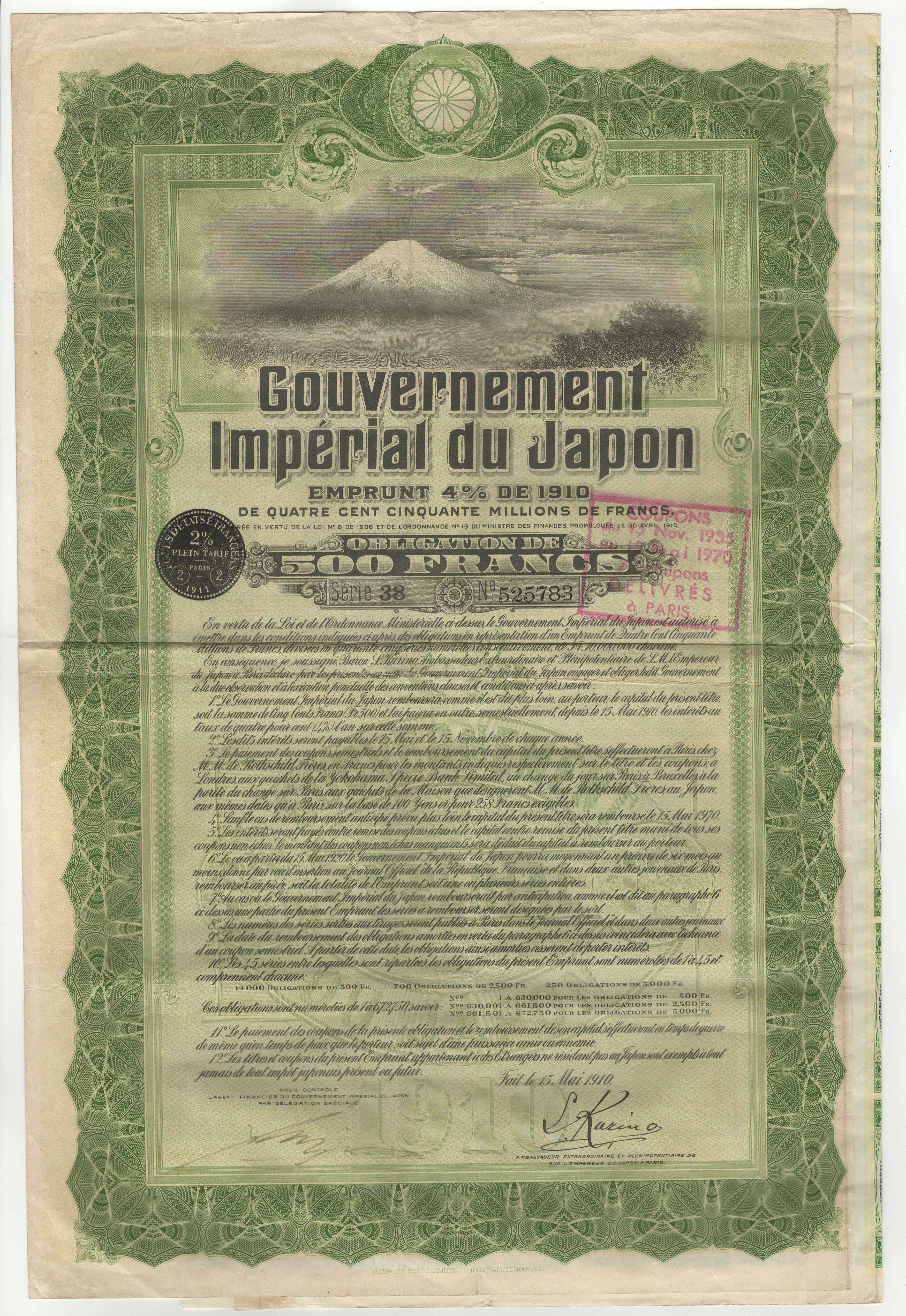
Obligation du Gouvernement Impérial du Japon en date du 15 mai 1910

Après la restauration de Meiji, les chefs samouraïs qui avaient renversé le shogunat Tokugawa ne savaient pas exactement comment ils comptaient diriger le Japon. Ils avaient cependant beaucoup de choses en commun — la plupart étaient âgés d'une trentaine d'années et venaient des quatre domaines Tozama de l'ouest du pays (Chōshū, Satsuma, Tosa et Hizen). Bien qu'ils fussent issus de familles samouraïs de rang modeste, ils avaient tous gravi les échelons dans la hiérarchie militaire de leurs domaines respectifs, et avaient reçu une éducation confucéenne qui prônait la loyauté et le dévouement à la communauté. La plupart avaient fait l'expérience d'un voyage à l'étranger et/ou d'une collaboration avec un conseiller étranger. Ils étaient ainsi conscients de la supériorité militaire de l'Occident et de la nécessité pour le Japon de s'unifier et de se renforcer pour éviter de devenir une colonie comme plusieurs pays asiatiques proches (Indochine française, Indonésie néerlandaise, Philippines américaines).
Cependant, en 1867, le Japon était loin d'être uni, il était plutôt constitué d'une multitude de domaines féodaux semi-indépendants qui étaient dominés par la puissance militaire de l'alliance Satchō et le prestige de la Cour impériale de Kyoto.
En mars 1868, tandis que l'issue de la guerre de Boshin était encore incertaine, le gouvernement de Meiji convoqua à Kyoto des délégués de tous les domaines féodaux pour établir une assemblée nationale consultative provisoire. En avril 1868, la Charte du serment fut promulguée, elle définissait les grandes lignes du développement et de la modernisation du Japon. 
Deux mois plus tard, en juin 1868, le Seitaisho fut promulgué pour établir les nouvelles bases administratives du gouvernement de Meiji. Ce code fut rédigé par Takachika Fukuoka et Taneomi Soejima (les deux avaient étudié à l'étranger et avaient une vision libérale de la politique), et était un curieux mélange de différents concepts occidentaux tels que la séparation des pouvoirs. Il reprenait d'anciennes structures bureaucratiques qui remontaient à l'époque de Nara. Une structure gouvernementale centrale appelée le Grand Conseil d'État (太政官, Dajōkan), fut établie. 
Elle comprenait sept départements :
- législatif (divisé entre une assemblée haute avec des bureaucrates nommés, et une assemblée basse avec les représentants des domaines) ;
- exécutif ;
- shinto ;
- finance ;
- militaire ;
- affaires étrangères ;
- affaires intérieures.

Un ministère de la Justice fut établi à part pour créer une forme de séparation des pouvoirs typiques des pays occidentaux.
Dans le même temps, l'administration locale ne dirigeait que le territoire confisqué aux Tokugawa après la guerre de Boshin, territoire qui fut divisé en préfectures (ken) et municipalités (fu) administrées par le département des Affaires intérieures. Tout le reste du Japon était constitué de 273 domaines semi-indépendants. Des agents du gouvernement central furent envoyés dans chaque domaine pour normaliser les méthodes administratives en conformité avec les directives du gouvernement.
En 1869, la capitale du pays fut transférée de Kyoto à Edo, ville qui fut renommée Tokyo (« Capitale de l'Est »).

## Abolition des domaines

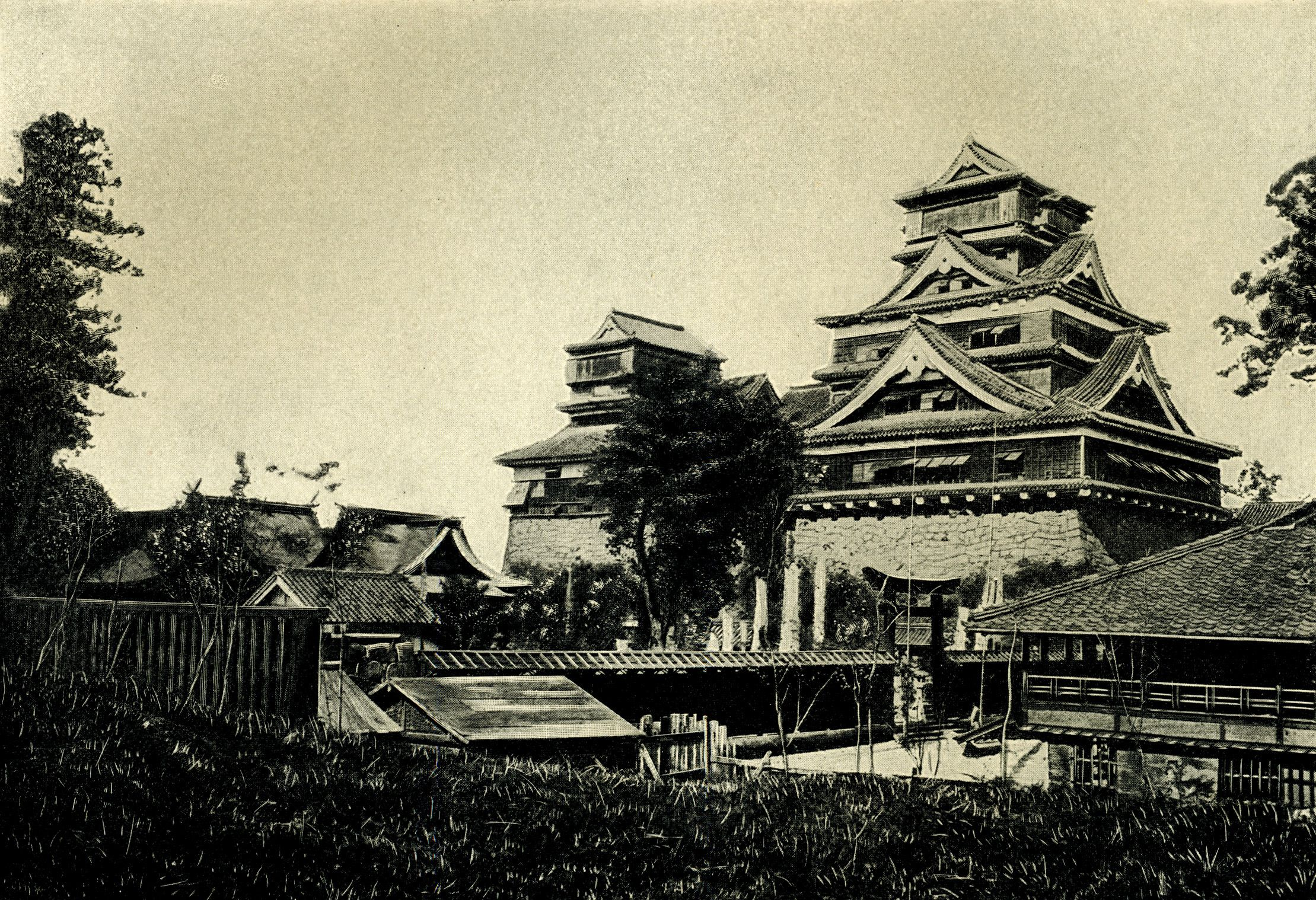
Château du daimyo de Kumamoto.

En mars 1869, le gouvernement central dirigé par Okubo Toshimichi du domaine de Satsuma se sentit assez fort pour centraliser davantage le pays. Après avoir fusionné les armées de Satsuma et de Chōshū, Okubo et Takayoshi Kido convainquirent les daimyos de Satsuma, Chōshū, Hizen et Tosa de remettre leurs domaines à l'empereur. Les autres daimyo furent forcés de faire pareil et tous furent renommés « gouverneurs » de leurs domaines respectifs, qui étaient désormais des sous-divisions du gouvernement central.
En 1871, Okubo, Kido, Kaoru Inoue, Aritomo Yamagata, Takamori Saigo, Iwao Ōyama, Sanetomi Sanjō et Tomomi Iwakura se rencontrèrent secrètement et décidèrent d'abolir définitivement l'ensemble des domaines féodaux. Plus tard dans l'année, tous les ex-daimyo furent convoqués par l'empereur qui publia un décret transformant les anciens domaines en préfectures dirigées par un fonctionnaire nommé par le gouvernement central, sur le modèle français. Les daimyos reçurent de généreuses pensions de retraite et leurs anciens châteaux devinrent les centres administratifs locaux du gouvernement central. Ce décret inaugura 305 sections locales qui furent refondées en 72 préfectures et 3 municipalités à la fin de l'année après plusieurs fusions. Ainsi, en 1871, le Japon était enfin un État centralisé et unifié. La transition fut effectuée en plusieurs étapes, de sorte qu'il n'y eut aucune perturbation dans la vie quotidienne des habitants ordinaires, et aucun foyer de résistance ou de violence. Le gouvernement central supprima toutes les dettes et obligations des domaines, et de nombreux anciens fonctionnaires de ces fiefs furent employés par le gouvernement central. 
En 1871, le gouvernement de Meiji autorisa la création d'assemblées consultatives dans les villes, villages et comtés. Les membres de ces assemblées préfectorales étaient issus des assemblées locales. Et comme ces assemblées avaient seulement le pouvoir de débattre et non de promulguer des lois, leurs existences sécurisaient l'autorité du gouvernement central, sans la possibilité de la contester.

## Réorganisation du gouvernement central

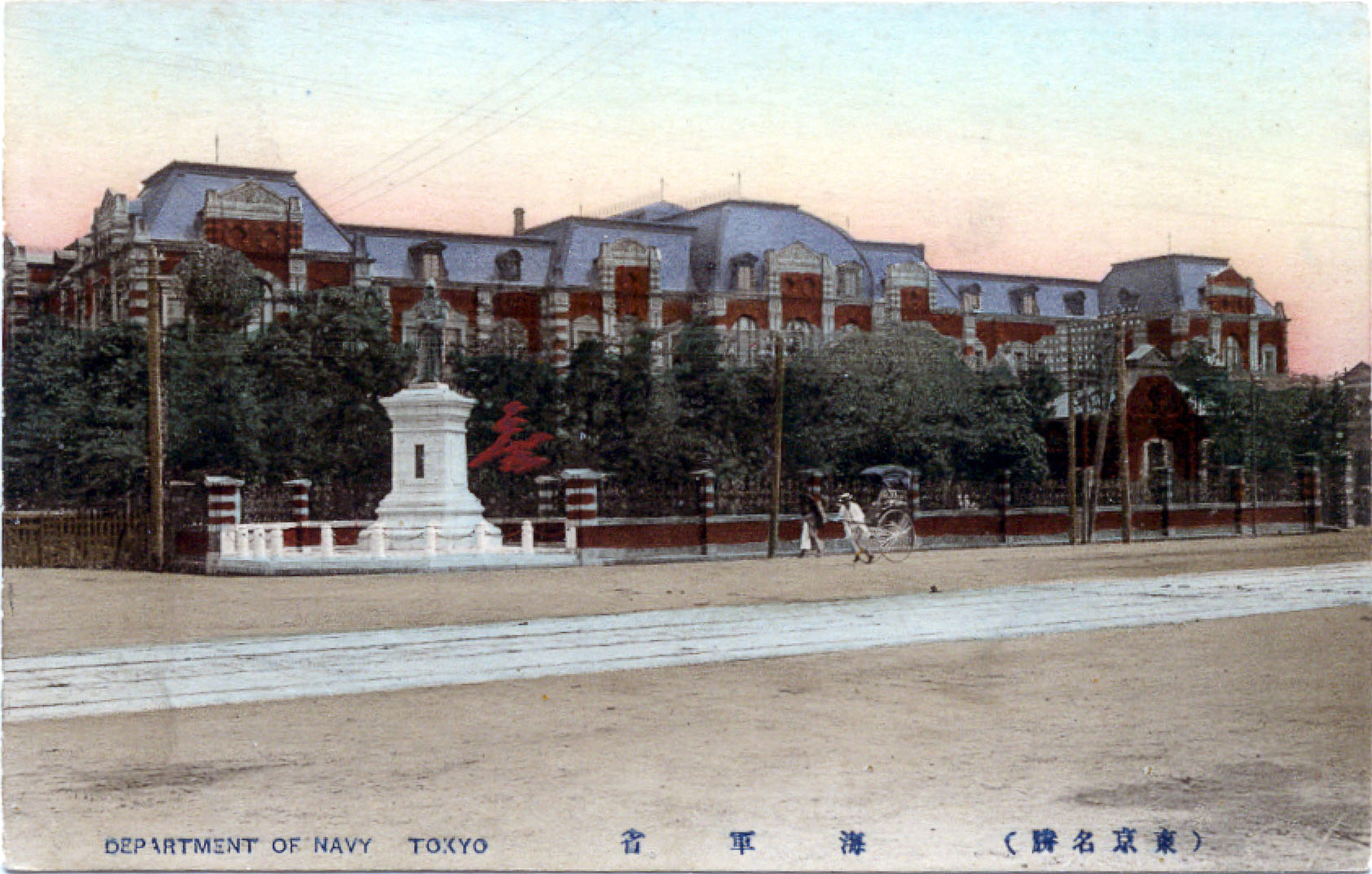
L'un des huit ministères, celui de la Marine.

Tandis que les domaines étaient abolis et que les limites administratives locales étaient modifiées, le gouvernement se restructura en août 1869 afin de renforcer l'autorité centrale. L'idée de la division des pouvoirs était abandonnée. Le nouveau gouvernement fut basé sur une assemblée nationale (qui ne s'est réuni qu'une seule fois), une chambre des conseillers (sangi) et huit ministères :
- Affaires civiles (ministère de l'Intérieur à partir de 1873)
- Affaires étrangères
- Trésor
- Armée
- Marine
- Justice
- Travaux publics
- Éducation
- Agence impériale

Les prises de décisions au sein du gouvernement étaient contrôlées par une oligarchie de quelque 20 individus (de Satsuma, Chōshū, Tosa, Hizen et de la Cour impériale). Le ministère de l'Intérieur, qui nommait tous les gouverneurs des préfectures et contrôlait l'appareil policier, était le plus puissant ministère du gouvernement, et il est à noter qu'Ōkubo quitta le ministère des Finances pour prendre la direction du ministère de l'Intérieur lorsque celui-ci fut fondé.

## Événements menant à la démission d'Okuma

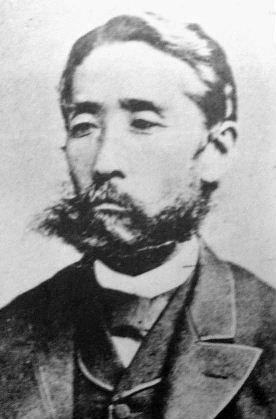
Taisuke Itagaki.

L'une des difficultés du gouvernement de Meiji était la division de l'oligarchie entre des membres qui désiraient un gouvernement représentatif, sur le modèle occidental, et d'autres, plus conservateurs, qui désiraient un gouvernement central et autoritaire.
Taisuke Itagaki, un puissant politicien originaire du domaine de Tosa qui avait démissionné du Conseil d'État en 1873 à cause du problème coréen, était pour le gouvernement représentatif. Il cherchait à gagner des voix en sa faveur au sein du gouvernement de manière pacifique avec la création d'organisations politiques telles que le mouvement pour la liberté et les droits du peuple. Il créa ce mouvement dans le but d'établir une monarchie constitutionnelle et une assemblée nationale. Itagaki et d'autres réalisèrent le mémorandum Tosa en 1874 pour critiquer l'emprise extrême de l'oligarchie et appeler à établir immédiatement un gouvernement représentatif. Mécontent de la lenteur de la réforme en question après qu'il eut rejoint le Conseil d'État en 1875, Itagaki et d'autres politiciens en faveur de la démocratie créèrent l'Aikoku Kōtō (Société des patriotes) en 1878. En 1881 se déroule l'action par laquelle il est le plus connu, Itagaki aide à fonder le Jiyūtō (Parti libéral), un mouvement influencé par les doctrines politiques françaises. En 1882, Shigenobu Ōkuma fonda le Rikken Kaishintō (Parti progressiste constitutionnel), qui appelait à établir une démocratie parlementaire sur le modèle britannique. En réponse, les bureaucrates du gouvernement, les fonctionnaires de l'administration locale, et d'autres conservateurs fondèrent le Rikken Teiseitō (Parti constitutionnel du régime impérial), un parti pro-gouvernemental, en 1882. De nombreuses manifestations politiques qui suivirent, parfois violentes, résultaient des restrictions politiques gouvernementales. Ces restrictions limitaient les pouvoirs des partis politiques et entraînaient des divisions en leur sein. Le Jiyūtō, qui s'opposait au Kaishintō, fut dissous en 1884 et Ōkuma démissionna de son poste de président du Kaishintō.

## Création d'une assemblée nationale

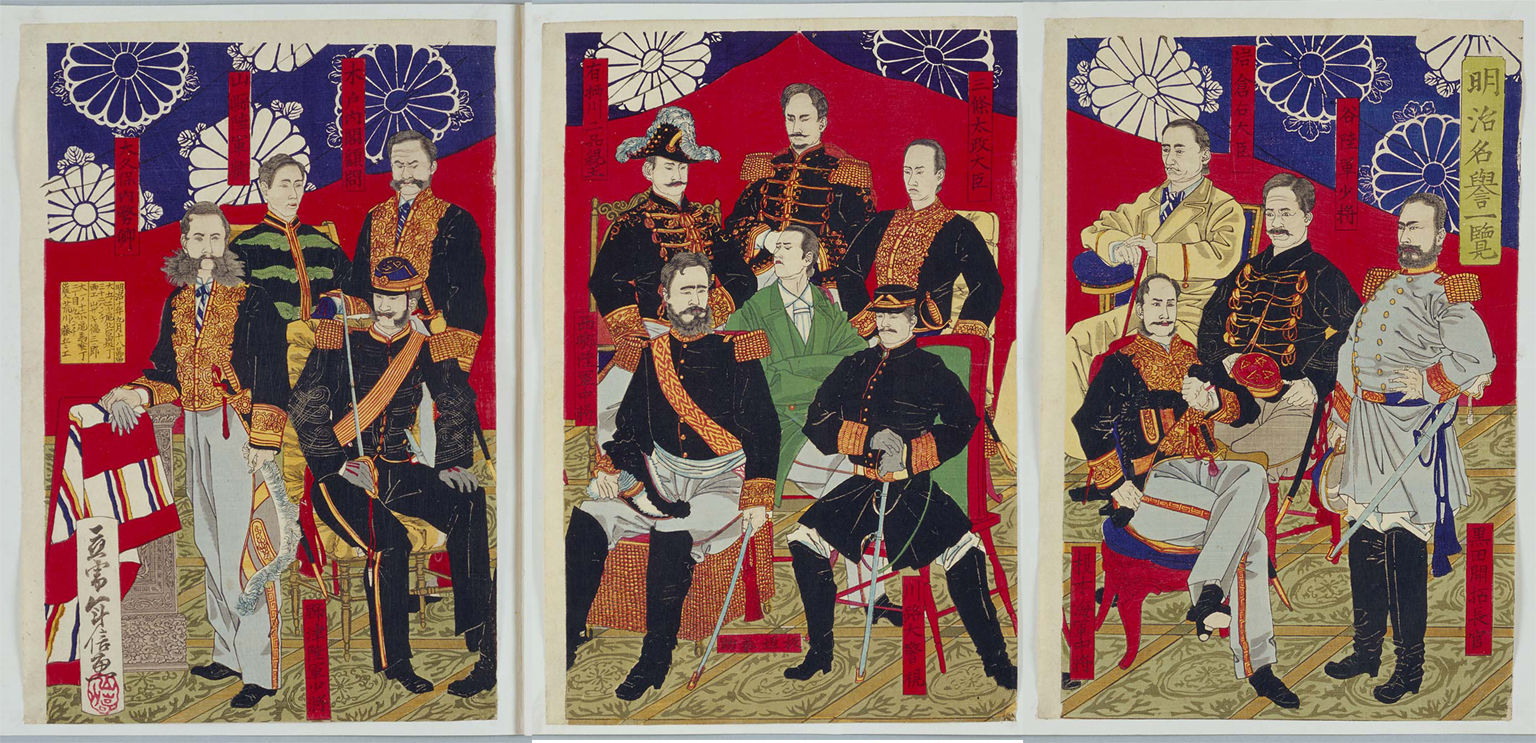
Le Genrōin.

Les chefs du gouvernement, longtemps préoccupés par les violences menaçant la stabilité et par leur propre division à la suite de l'affaire coréenne, convenaient généralement qu'un gouvernement constitutionnel devait un jour être établi. Takayoshi Kido était déjà favorable à cette forme de gouvernement depuis avant 1874, et plusieurs projets qui fournissaient des garanties constitutionnelles furent ainsi rédigés. L'oligarchie de Meiji, cependant, tout en reconnaissant la réalité des pressions politiques, était déterminée à garder le contrôle. La conférence d'Osaka de 1875 aboutit à la réorganisation du gouvernement avec un système judiciaire indépendant et un conseil, nommé Genrōin (Chambre des Anciens), chargé d'examiner les propositions pour une constitution. L'empereur déclara que le « gouvernement constitutionnel devait être établi par étapes progressistes » et il ordonna au Genrōin de rédiger une constitution. En 1880, les délégués de 24 préfectures tinrent une convention générale en vue d'établir la Kokkai Kisei Dōmei (« Ligue pour établir une constitution »).
Bien que le gouvernement n'était pas opposé à l'établissement d'un parlement, il était confronté à la montée de la défense des droits de l'homme et essayait de continuer à contrôler la politique du pays. De nouvelles lois en 1875 interdirent à la presse de critiquer le gouvernement ou de discuter les nouvelles lois. La Loi de l'assemblée publique (1880) limita sévèrement les rassemblements publics en interdisant la participation des fonctionnaires et en obligeant la présence de la police pour toutes les réunions. Dans les cercles du pouvoir, cependant, et malgré l'approche conservatrice des chefs du gouvernement, Ōkuma se tint en tant que seul partisan d'un gouvernement sur le modèle britannique, un gouvernement avec des partis politiques et un cabinet organisé par le parti majoritaire, responsable devant l'assemblée nationale. Il a appelé à des élections qui se tiendraient en 1882 et pour une assemblée nationale qui sera réunie en 1883 ; ce faisant, il a précipité une crise politique qui s'est terminée par une rescrit impérial en 1881 déclarant l'établissement d'une assemblée nationale en 1890 et sa démission du gouvernement.
Rejetant le modèle britannique, Tomomi Iwakura et d'autres conservateurs empruntèrent fortement au système constitutionnel prussien. Hirobumi Itō, l'un des oligarques Meiji, natif de Chōshū, fut chargé de rédiger une constitution. Il mena une mission à l'étranger en 1882 pour étudier les constitutions occidentales, et en particulier celle de l'Allemagne. Il rejeta la constitution des États-Unis qu'il voyait « trop libérale » et le système britannique trop lourd et ayant un parlement avec trop de contrôle sur la monarchie. Les modèles français et espagnols furent rejetés car ils tendaient vers le despotisme[réf. nécessaire].

## Renforcement de l'autorité centrale

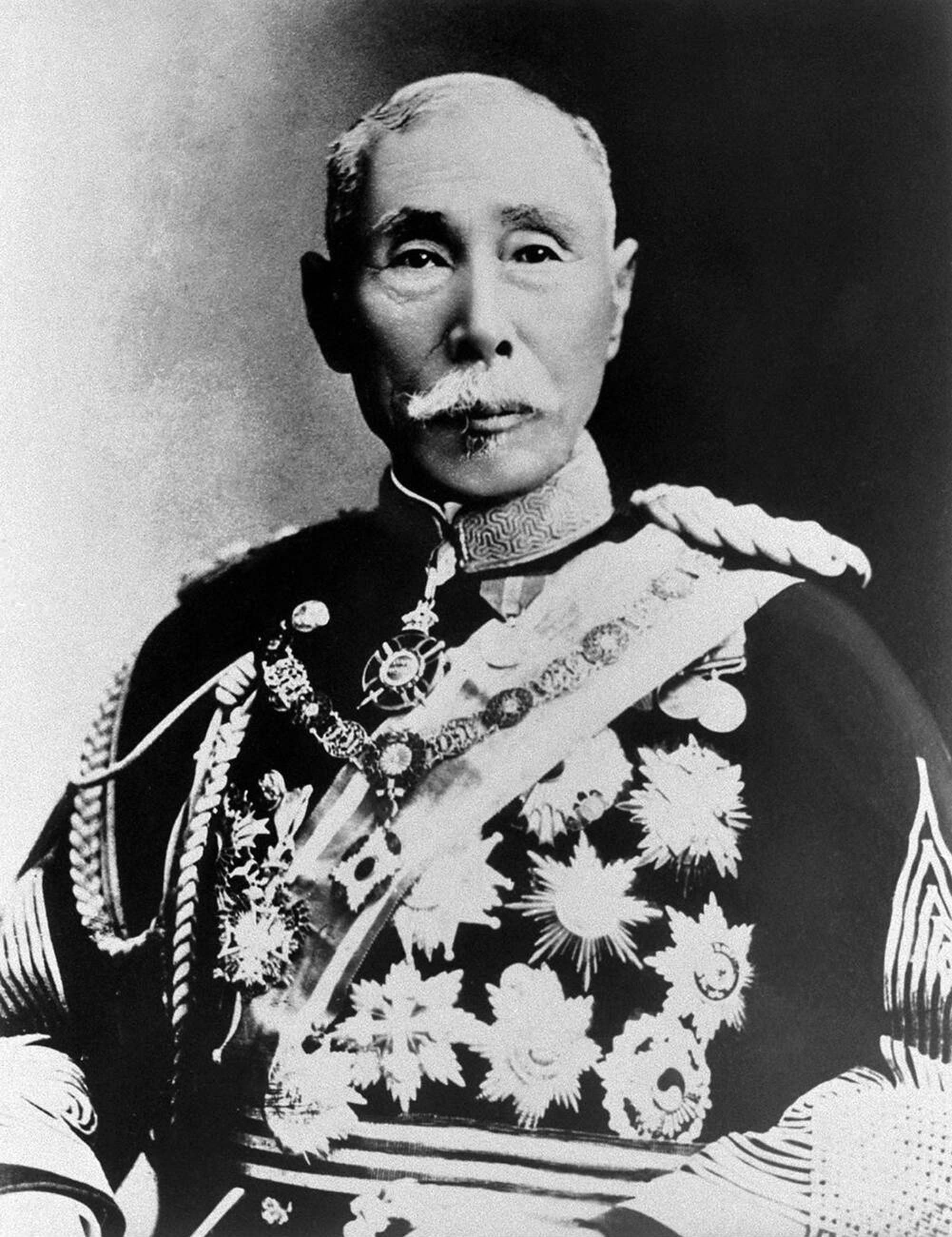
Aritomo Yamagata.

Après le retour d'Itō, l'un des premiers actes du gouvernement fut d'établir un nouveau système de rangs de noblesse, le kazoku. Cinq cents personnes de l'ancienne noblesse de cour, des anciens daimyo, des samouraï et des roturiers qui avaient rendu de précieux services au gouvernement furent organisés en cinq rangs : prince, marquis, comte, vicomte, et baron.
Itō fut chargé de diriger le bureau d'enquête des systèmes constitutionnels en 1884, et le conseil d'état fut remplacé en 1885 par un cabinet dirigé par Itō qui devient Premier ministre du Japon. Les postes de chancelier, de ministre de la droite et de ministre de la gauche, qui existaient depuis le VIIe siècle en tant que conseiller de l'empereur, furent tous abolis. À la place, le Conseil privé fut établi en 1888 pour évaluer la constitution à venir et conseiller l'empereur. Pour renforcer l'autorité de l'État, le Conseil suprême de guerre fut établi sous la direction d'Aritomo Yamagata, un natif du domaine de Chōshū, qui est le fondateur de l'Armée impériale japonaise, et qui deviendra le premier des premiers ministres constitutionnels. Le Conseil suprême de guerre fut copié sur le modèle de l'état-major allemand avec un chef qui avait un accès direct à l'empereur et qui pouvait fonctionner indépendamment du ministère de l'armée et des fonctionnaires civils. 

## La constitution de Meiji
Quand elle est finalement accordée par l'empereur comme signe de partage de son autorité et donnant des droits et libertés à ses sujets, la Constitution de 1889 de l'empire du Japon (la constitution de Meiji) prévoit une Diète du Japon ( Teikoku Gikai) composée d'une Chambre des représentants et d'une Chambre des pairs. La Chambre des représentants est élue par le peuple avec une franchise très limitée de citoyens de sexe masculin qui ont payé 15 ¥ d'impôts nationaux (environ 1 pour cent de la population) qui sont des candidats admissibles. La Chambre des pairs est composée de personnes de la famille impériale et de la noblesse. Il est aussi prévu la création d'un Cabinet composé de ministres d'État directement responsables devant l'empereur et indépendants du pouvoir législatif. Fonctionnellement, la Diète est en mesure d'approuver la législation gouvernementale et de prendre l'initiative de présenter des lois, de faire des représentations auprès du gouvernement et de présenter des pétitions à l'empereur. 
Néanmoins, en dépit de ces changements institutionnels, la souveraineté réside toujours dans la personne de l'empereur sur la base de son ascendance divine. La nouvelle constitution précise une forme de gouvernement de caractère encore autoritaire, où l'empereur détient le pouvoir ultime et seules des concessions minimales sont faites aux droits populaires et aux mécanismes parlementaires. La participation des partis est reconnue comme faisant partie du processus politique. La Constitution Meiji restera la loi fondamentale jusqu'en 1947.

## Les élections et le pouvoir politique
Les premières élections nationales ont lieu en 1890, et 300 membres sont élus à la chambre basse. Les partis Jiyūtō et Kaishintō ont été réactivés en prévision de l'élection et remportent ainsi plus de la moitié des sièges. La Chambre des représentants devient vite l'arène où se manifestent les différends entre les politiciens et la bureaucratie gouvernementale sur de grandes questions telles que le budget, l'ambiguïté de la Constitution sur l'autorité de la Diète et le désir de cette dernière d'interpréter la « volonté de l'Empereur » par rapport à la position de l'oligarchie selon laquelle le cabinet et l'administration doivent « transcender » toutes les forces politiques contradictoires. Le principal levier dont dispose la Diète est son approbation ou sa désapprobation du budget, et elle exerce désormais avec succès son autorité.
Dans les premières années du gouvernement constitutionnel, les forces et les faiblesses de la Constitution de Meiji se révèlent. Une petite clique élitiste de Satsuma et Chōshū continue à régner sur le Japon et s'institutionnalise comme corps extra constitutionnel de genrō  (politiques chevronnés). Collectivement, les genrō prennent des décisions réservées à l'empereur, et ce sont les genrō et non l'empereur qui contrôlent le gouvernement sur le plan politique. Tout au long de la période, cependant, les problèmes politiques sont habituellement résolus par des compromis et les partis politiques augmentent progressivement leur pouvoir sur le gouvernement et en conséquence tiennent un rôle de plus en plus important dans le processus politique.

## Les luttes politiques
Les amères rivalités politiques entre la création de la Diète en 1890 et 1894, lorsque le pays est unifié dans l'effort de guerre contre la Chine, sont suivies de cinq ans d'unité, de coopération inhabituelle et des cabinets de coalition. De 1900 à 1912, la Diète et le cabinet coopèrent encore plus directement et les partis politiques jouent un rôle plus important. Tout au long de la période, la vieille oligarchie Meiji conserve le contrôle ultime mais cède constamment de son pouvoir aux partis d'opposition. Les deux figures majeures de la période sont Yamagata Aritomo, dont la longue carrière (1868-1922) en tant que chef militaire et civil, y compris deux mandats comme premier ministre, est caractérisée par l'intimidation de ses rivaux et la résistance aux procédures démocratiques, et Itō Hirobumi, qui est un conciliateur et, bien que rejeté par les genrō, veut créer un parti de gouvernement pour contrôler la Chambre au cours de son premier mandat. Lorsque Itō revient comme premier ministre en 1898, il pousse de nouveau à la création d'un parti de gouvernement, mais quand Yamagata et d'autres refusent, Itō démissionne. En l'absence de successeur volontaire parmi les genrō, le Kenseitō (parti constitutionnel) est invité à former un gouvernement sous la direction d'Ōkuma et Itagaki, achèvement majeur dans la compétition des partis d'opposition contre les genrō. Ce succès est de courte durée : le Kenseitō se divise en deux parties : le Kenseitō historique dirigé par Itagaki et le Kensei Hontō (Véritablel Parti constitutionnel), dirigé par Ōkuma, et le cabinet prend fin après seulement quatre mois. Yamagata revient ensuite au poste de Premier ministre avec le soutien de l'armée et de la bureaucratie. Malgré un large soutien de ses vues sur la limitation du gouvernement constitutionnel, Yamagata forme une alliance avec le Kenseitō. Les réformes des lois électorales, une extension de la Chambre à 369 membres et la perspective du vote à bulletin secret lui gagne le soutien de la Diète pour les budgets de Yamagata et des hausses d'impôts. Il continue cependant à utiliser les ordonnances impériales, de façon à empêcher les partis de participer pleinement à la bureaucratie et à renforcer la position déjà indépendante de l'armée. Lorsque Yamagata n'offre plus assez de compromis au Kenseitō, l'alliance prend fin en 1900 ce qui commence une nouvelle phase de développement politique.

## Itō devient premier ministre
Itō et son protégé, Saionji Kinmochi réussissent finalement à créer partiellement un parti de gouvernement —le Kensei Seiyūkai (« Association des amis du gouvernement constitutionnel ») — en septembre 1900, et un mois plus tard, Itō devient premier ministre du premier cabinet Seiyūkai. Le Seiyūkai détient la majorité des sièges à la Chambre, mais les alliés conservateurs de Yamagata ont la plus grande influence dans la Chambre des Pairs, ce qui contraint Itō à demander une intervention impériale. Fatigué des querelles politiques, Itō démissionne en 1901. Par la suite, le poste de premier ministre alterne entre Katsura Tarō, protégé de Yamagata, et Saionji . L'alternance du pouvoir politique est une indication de la capacité des deux parties à coopérer et à partager le pouvoir et contribue à favoriser la poursuite du développement de la politique des partis.

## Fin de l'ère Meiji
En 1911, le Japon met fin à tous les traités inégaux. L'ère Meiji se termine avec la mort de l'empereur Meiji en 1912 et le début de l'ère Taishō (1912-1926) tandis que le prince héritier Yoshito devient le nouvel empereur (empereur Taishō). La fin de l'ère Meiji est marquée par d'énormes investissements publics nationaux et étrangers et des programmes militaires, un crédit presque épuisé et un manque de devises pour payer les dettes. Cependant, le « régime Meiji » perdure jusqu'à la fin de la Seconde Guerre mondiale en 1945.
Le début de l'ère Taishō est marqué par une crise politique qui interrompt la politique antérieure de compromis. Lorsque le premier ministre Saionji tente de réduire le budget militaire, le ministre de l'armée démissionne, faisant tomber le cabinet Seiyukai. Tant Yamagata et Saionji refusent de reprendre leurs postes respectifs et les genrō sont incapables de trouver une solution. L'indignation publique relativement à l'interférence des militaires dans la composition d'un cabinet et le rappel de Katsura pour un troisième mandat conduisent à une demande toujours plus forte pour que soit mis fin à la politique des genrō. Malgré l'opposition de la vieille garde, les forces conservatrices forment leur propre parti en 1913, le Rikken Dōshikai (« Association des amis constitutionnels »), parti qui remporte la majorité à la Chambre contre le Seiyukai à la fin de 1914.

## Crédit de traduction
- (en) Cet article est partiellement ou en totalité issu de l’article de Wikipédia en anglais intitulé « Government of Meiji Japan » (voir la liste des auteurs).